# Борбе за Рогатицу октобра и новембра 1944.
Комуникација Вишеград – Сарајево, као и цела источна Босна, била је у надлежности Трећег корпуса НОВЈ. Овај корпус међутим био је веома ослабљен услед непрекидних офанзива током 1944. и одвајања снага за борбе у Србији. Проводећи наређење Врховног штаба НОВЈ од 9. октобра, штаб Трећег корпуса НОВЈ наложио је 27. дивизији да изврши темељно рушење и ометање саобраћаја на комуникацији Вишеград – Сарајево. Штаб 27. дивизије решио је да задатак изврши на тај начин што ће се прво заузети Рогатица, а онда овладати друмом између Вишеграда и Соколца, да би се на њему могла несметано извршити темељита рушења. После тога, намеравао је да предузме напад на непријатељеве посаде у долини Праче ради рушења железничке пруге и друма.
Још у току борби за Србију, 10. октобра 1944. године, команда Југоистока је обратила пажњу командама Групе армија Е и Друге оклопне армије да морају имати у виду да пут и железничка пруга Босански Брод - Сарајево - Рогатица односно Вишеград - Ужице „могу играти пресудну улогу за снабдевање Групе армија Србија и Групе армија Е". Саобраћајница Вишеград – Сарајево са немачке стране била је у надлежности 5. СС брдског корпуса. Овај корпус такође био је знатно ослабљен услед издвајања трупа за борбе у Србији и Далмацији и услед распадања 13. СС дивизије. На наведеном правцу у октобру 1944. године били су распоређени делови 8. домобранске посадне и 1. усташке бригаде (здруга). Према подацима до којих су дошли партизански обавештајци, у Рогатици су биле главнине 2. и 3. бојне "Првог усташког дјелатног здруга“ (Црне легије) - укупно око 1.700 војника, подофицира и официра, а у Соколцу и Подроманији по чета из 1. бојне тог здруга.

## Први напад на Рогатицу
20. романијска бригада била је активна на подручју Романије од 16. октобра. По пристизању 16. муслиманске бригаде, штаб дивизије испланирао је напад на Рогатицу за 22. октобар у 4 сата ујутро. У њему је требало да учествују обе бригаде. Штабови бригада примили су наређења 21. октобра, и покренути су маршеви ради досезања полазних позиција за напад.
Међутим, у току 21. октобра ситуација у Рогатици се знатно изменила. Тог дана из Сарајева је у Рогатицу 7. допунски батаљон 7. СС дивизије и чета 105. СС извиђачког батаљона 5. СС корпуса. Ове јединице имале су задатак да изврше препад на Вишеград који су од 9. октобра држале мање снаге 37. дивизије НОВЈ, и тако обезбеде прихват „Претходници Шојерлен“. С друге стране, већи део снага НДХ из Рогатице послат је истог дана у супротном правцу, према Травнику, услед кризе коју је изазвао напад Петог корпуса НОВЈ на Травник.
Обавештен од извиђача о пристизању јаче немачке групације, штаб 20 романијске бригаде одустао је од напада: Међутим, пошто није било међусобне радио-везе, 16. муслиманска бригада напала је на свом сектору 22. октобра у 4 ујутро. Њен Први и Трећи батаљон, извиђачка чета, топовски вод и чета Четвртог батаљона напали су на сам гарнизон. Други батаљон употребљен је за рушење друма и обезбеђење напада са правца од Вишеграда, док је Четврти батаљон (без чете) задржан у селу Шаторовићима ради заштите позадинских јединица и осигурања напада од Жепе. Батаљони 16. бригаде савладали су истурена обезбеђења, да би били заустављени на утврђеној линији унутрашње одбране. Пошто нису успели да наруше одбрану, и пошто је изостао напад 20. романијске, након неколико сати напад је обустављен, и јединице су се извукле из борбеног додира.
Немачка борбена група кренула је 23. октобра из Рогатице у правцу Вишеграда. У току дана стигла је до рејона између Стрмца и Пешурића, око 10 km источно од Рогатице. Ту се зауставила, наишавши на порушен пут и мање делове 16. муслиманске бригаде.
Штаб 27. дивизије тих дана примио је више нетачних информација са терена. Према извештају 20. романијске бригаде, немачка групација пристигла је у Рогатицу из Вишеграда, док је у ствари било супротно. Било је такође непотврђених и нетачних информација о избијању Немаца у Горажде, из чега је штаб дивизије закључио да се можда ради о претходницама Групе армија Е. Због тога је наредио да се два батаљона 16. бригаде рокирају на пут Рогатица - Соколац, западно од Рогатице. Такође је упутио оштру критику штабу 20. бригаде због самовољног одустајања од напада.
Примивши к срцу ову критику штаб 20. бригаде послао је самоиницијативно два своја батаљона (Први и Трећи) у изненадни напад на Рогатицу 24. октобра изјутра. Пошто су Немци били напустили Рогатицу наступајући према истоку, у самом месту затекле су се само две чете усташа из "Првог усташког дјелатног здруга“ (Црне легије) и око 50 жандарма (укупно око 440 војника, подофицира и официра) Постигавши изненађење, батаљони 20. бригаде су за кратко време они су овладали Луњом и Захридом, најјачим упориштима у систему одбране. Главни посао ту су обавиле бомбашке групе. Изненађена одбрана брзо је попустила, и цела посада се распршила: једни су се извлачили према Жепи (где се налазила чета усташа), а други ка долини Праче, трпећи у том бежању знатне губитке и остављајући теже наоружање и сву опрему и велике количине хране у складиштима (3 митраљеза, 2 лака минобацача, 1.000 мина за минобацаче, 500 топовских граната, радио-станицу и друго). У борбама за Рогатицу батаљони 20. бригаде су имали само 4 рањена борца. Према бојној релацији Првог дјелатног здруга, усташе су имале 6 мртвих и 10 рањених, док је у извештају жандармеријског заповједништва из Горажда од 26. 10. 1944, наведено је да је у тим борбама погинуло 28 усташа и 14 жандарма, а да је нестало 46 жандарма. Извештаји јединица НДХ познати су по знатном умањивању властитих губитака и преувеличавању противничких.

## Борбе на Романији
Обавештен о заузимању Рогатице, још истог преподнева штаб 27. дивизије наредио је да се 20. романијска бригада прикупи западно од града (у селима Враголови, Кукавице и Месићи) и да предузме напад долином Праче ради потискивања усташких посада из ње и рушења друмова и железничке пруге између станица Месићи и Реновица. Истовремено је 16. муслиманској бригади дао задатак да са делом снага остане у рејону Рогатице ради рушења путева, а да два батаљона упути на немачку колону на друму за Вишеград.
Покрети јединица почели су увече 24/25. октобра. Батаљони 16. бригаде16. бригаде избили су на Сјемећ рано изјутра, али нису наишли на непријатеља јер је немачка колона још претходног дана неометано стигла у Вишеград, где је наишла на порушени мост преко Дрине. Одмах су приступили рушењу друма (пропуста, мостића, подзида) и обарању великих стабала на њега. На другој страни, у долини Праче, 20. бригада је употребила два батаљона за извођење рушења на железничкој прузи код станица Бања Стијена и Судићи, а са дуга два батаљона кренула у напад на утврђења уз пругу. Без већих тешкоћа они су разбили снаге НДХ (око 130 жандарма и непознат број усташа) и заузели Реновицу и Прачу. Један оклопни воз који је учествовао у одбрани тих станица био је присиљен да се повуче према Сарајеву.
Заузимањем Рогатице и Праче, 27. дивизија НОВЈ је дошла у прилику да несметано врши рушења на друму Вишеград - Рогатица -Соколац и на жељезничкој прузи Вишеград - Сарајево. Да би проширио акцију рушења и на друм који од Горажда води према Сарајеву, штаб 27. дивизије наредио је да 16. муслиманска бригада с делом снага заузме Горажде. Она је са два батаљона и извиђачком четом, који су 26. октобра кренули из Рогатице, увече тог дана лако савладала групу од око 200 милиционера из Санџака, који су запосели ту варошицу када су је напустиле јединице 37. санџачке дивизије НОВЈ. При томе су батаљони 16. бригаде без губитака заробили 20 непријатељских војника с оружјем.
У то време је трећа бригада 27. дивизије, 19. бирчанска, долазила преко Кладња и Олова (у које је ушла уз слабије борбе са милицонерима и зеленокадровцима) у састав дивизије. С њом је дошао начелник штаба 3. корпуса пуковник Перо Косорић. Још 24. октобра штаб дивизије предвиђао је да та бригада прво овлада Соколцем, а онда да крене ка Црвеним стијенама на Романију. Међутим, командант корпуса Владо Поповић сматрао је да је боље прво заузети Црвене стијене. Зато ју је начелник штаба корпуса оријентисао ка масиву планине Романије. Изјутра 27. октобра она је кренула из села Ракова Нога и после дугог марша увече тога дана из покрета је напала посаду (делове 1. бојне Првог усташког здруга). Постигла је потпуно изненађење. Иако су се налазили у фортификацијски потпуно уређеним отпорним тачкама, које су биле заштићене жичаним препрекама, усташе су после краћег отпора напустиле ровове и бункере на Црвеним стијенама и повукле се према Мокром, да би избегли уништење.
На губљење тог упоришта штаб 5. СС корпуса је одмах реаговао. 27. октобра, на Пале су стигла две усташке бојне које су претходно учествовале у неуспешном противнападу против снага 5. корпуса НОВЈ у рејону Травника. Већ изјутра 28. октобра упућена је главнина 3. бојне Првог здруга према том најчувенијем положају на Романији. До пада мрака усташе су потиснуле 19. бирчанску бригаду на линију Стари Град - Зелена Вода. После краћег предаха, она је предузела ноћни противнапад на Црвене стијене. После више неуспешних покушаја збацивања усташа са тог положаја током ноћи, борба је настављена и наредног дана. 29. октобра су положаји на Црвеним стијенама три пута прелазили из руке у руку. У тим борбама су јединице 19. бирчанске бригаде имале 14 мртвих и 22 рањена борца. Током 29. октобра усташе су добиле појачање, тако да ни ноћни напад 19. бригаде 29/30. октобра није успео. 30. октобра напад је обустављен ради ангажовања 19. бирчанске бригаде у нападу на Соколац.
И поред успеха на Црвеним стијенама, ситуација усташке посаде у Соколцу била је тешка. Распоредом и борбом јединица 19. бирчанске бригаде на Романији ово усташко упориште нашло се изоловано. Да би се решио те претње, посади је у току ноћи 29/30. октобра наређено (2. бојни Првог здруга) да већим делом снага изврши препад на 19. бригаду на Романији. Та усташка група, која је кренула из Соколца, упала је у распоред 19. бирчанске бригаде, и то на месту на Равној Романији гдје су се налазили штаб бригаде (с којим су били начелник штаба 3. корпуса и заменик команданта 27. дивизије) и позадинске јединице. Услед небудности обезбеђења, постигнуто је пуно изненађење. Усташе су се кроз шуму неопажено провукле и налетеле на уснуле борце и старешине приштапских јединица и штаба бригаде. „Развила се огорчена борба прса у прса“ - забележено је у дивизијском операцијском дневнику. „Борбу су углавном водили приштапски делови борећи се на живот и смрт, док је интервенција батаљона касно уследила. У тој борби бригада је имала тешке губитке од 10 мртвих и 12 рањених, а изгубљен је већи дио бригадне коморе, 1 топ, 2 лака бацача, 1 ПИАТ (енгл. Projector, Infantry, Anti Tank), радио-станица и радио-апарат, као и бригадна архива. Бригада је имала и 60 несталих, већином новомобилисаних бораца.
Након овог пораза одустало се од напада на Соколац, иако је 20. романијска бригада већ подишла положајима. 19. бирчанска повучена је у рејон села Кусаче и Шенковићи ради сређивања. Остале јединице вршиле су рушења комуникација и мобилизацију нових бораца. У том погледу запажене резултате је постигла 20. романијска бригада. Тих дана је у њене редове примљено 147 нових бораца. Међу њима је била и једна четничка група од 65 бораца. Она се до тада више пута колебала, зависно од ситуације, да ли да пређе на страну НОВЈ. Овог пута се одлучила и предала јединицама те бригаде са својим наоружањем (1 минобацач, 2 митраљеза, 2 пушкомитраљеза и пушкама), тако да је бројно стање 27. дивизије крајем октобра износило близу 2.500 бораца.

## Реакција немачких штабова
Када је немачка борбена група 24. октобра продрла у Вишеград, сутрадан је командант Југоистока известио Врховну команду Вермахта да је успело отварање друма Сарајево - Рогатица -Вишеград и да је штабу 2. оклопне армије дата директива „да пође у сусрет Групи армија „Е“ по могућству у правцу Ужица...". Међутим, истог дана када су Немци продрли у Вишеград, 20. романијска бригада је заузела Рогатицу и тиме прекинула комуникацију. Команда Југоистока је тај догађај регистровала у свом ратном дневнику констатацијом: „Уочљиво су повећана дејства банди на жељезничкој линији Брод - Сарајево - Рогатица - Вишеград, чији је развој од великог значаја у погледу снабдевања Групе армија „Е“. Недостају допунске трупе за обезбјеђење и не види се одакле би се могле узети." Почетним успехом 19. бирчанске бригаде, 27. октобра, друм између Вишеграда и Сарајева био је на дужини од око 90 km под контролом 27. дивизије. Немачкој команди се журило да у Вишеграду што пре организује прелаз преко Дрине снагама борбене групе „Шојерлен“ које су очекиване наредних дана. Зато је команда Групе армија Е инсистирала, 27. октобра, код команде Југоистока да се за поменуту борбену групу „допреми мостови материјал ради оправке моста у Вишеграду коме се придаје нарочити значај." За продор ка Рогатици немачки штаб употребио је ојачане 2. и 3. бојну 1. усташког здруга, које су уз то имали задатак да осигурају пребацивање 42. мостове колоне 5. СС корпуса до Рогатице и Вишеграда, где је требало да се успоставе моставски и скелски прелази преко Дрине.

## Усташко-немачки напад на Рогатицу
Дана 1. новембра у 8 часова почело је наступање усташа од Соколца и Подроманије ка Рогатици. Према тој борбеној групи (у којој је било преко 1.800 усташа и неутврђени број Немаца) налазила су се само три батаљона 27. дивизије: један из 19. бирчанске северно од друма и два (1. и 2.) из 20. романијске бригаде у захвату пута и северно од њега. Оба та романијска батаљона су се тог дана покренула према Соколцу, ради напада на непријатеља у том месту, јер им је наређење за одлагање тога напада стигло касније. Та три батаљона бројали су нешто преко 500 бораца. Тога дана напад је заустављен на линији Рабар (триг. 1083) - Витањ (триг. 1087) - село Павичићи. После подне у борбу је уведен један батаљон 19. бригаде; у бочни напад од села Парижевића. Услед тога усташе су се повукле ка Соколцу и Подроманији.
Штаб 27. дивизије проценио је да ће напад према Рогатици бити настављен, и наредио прикупљање раштрканих снага дивизије на том правцу. 16. муслиманска бригада требало је да пресретне нападача испред Рогатице, док су делови друге две бригаде имали задатак да врше бочне нападе.
Међутим, напад усташко-немачке колоне 2. новембра био је енергичан, одбацио је батаљоне 20. бригаде и освојио кључне позиције пре пристизања 16. бригаде. Нападач је овладао Витњем и уз подршку артиљерије и неколико борних кола пробио се до Хан-Рудина. Познајући добро околину Рогатице, усташе су прво запоселе Луњ и затим, током ноћи 2/3. новембра, ушли у напуштену Рогатицу пре 16. бригаде.
Немачка мосна колона, обезбеђена делом усташких снага из Рогатице, кренула је 3. новембра из Рогатице ка Вишеграду. На њу је упућена главнина 16. бригаде. Достигла је непријатеља на просторији села Стрмац и Сељани, где се зауставио због рушења и запрека на путу. Једно време је вођена борба, али је увече прекинута без тактичких резултата. За то време је 1. батаљон извршио препад на усташе на Луњу (триг. 875), с циљем да на тај начин веже непријатељеве снаге у Рогатици и открије њихов распоред. Мада Луњ није заузет, спречена је интервенција усташа у помоћ немачкој колони код Стрмца и Сељана. Намеравани напад на колону у току 4. новембра омела је појава десет савезничких транспортних авиона, који су са око 300 падобрана доставили опрему за дивизију. Падобрани су пали на широк простор планине Деветак, док је око 40 завршило у Рогатици, а око 30 су запленили локални четници и месна милиција. Током дана велики део бораца 16. бригаде био је заузет прикупљањем опреме, па је немачка колона без већих проблема наставила пут ка Вишеграду.

## Трећи и четврти напад27. дивизије НОВЈна Рогатицу
Дана 4. новембра је штаб дивизије решио да наредног дана 16. и 20. бригада нападну непријатеља у Рогатици. 20. бригада требало је да нападне на положаје изнад Рогатице са западне стране (на линији Матово брдо - Луњ), а 16. бригада да два батаљона упути на мосну колону, а друга два на усташе у Рогатици с источне и североисточне стране. Почетак напада је предвиђен за 5. новембар у 4 часа.
Батаљони (2. и 3) 20. романијске бригаде почели су напад у 4,30 часова и до сванућа су заузели све усташке положаје, осим на Луњу, где су заустављени упорном одбраном. Заустављени на тој најјачој тачки одбране, били су присиљени да се на крају, у 9,30 часова, повуку на полазне положаје. На другој страни Рогатице, батаљони 16. муслиманске бригаде нису затекли немачку колону на друму за Вишеград, јер је она у току ноћи извршила покрет, па су се распоредили у дубинску заседу и приступили изради запрека на путу. Друга два батаљона су у предвиђено време напала непријатеља у Рогатици. Продрли су до ивице варошице, али нису могли даље. Ускоро су се и они повукли на полазне положаје. Штаб дивизије оценио је да је основни узрок неуспеха у том нападу код једне и друге бригаде био у неистовремености напада.
Када су се батаљони 16. бригаде повукли испред Рогатице, ускоро је примећена већа моторизована колона од око 30 камиона која је долазила од Вишеграда. Била је то иста колона која је претходног дана превезла мосни и понтонирски материјал. У њеној пратњи и сада су биле усташе са неколико борних кола и тенкова. У помоћ 2. и 3. батаљону, који су били на друму, упућен је 4. батаљон ојачан бригадним топовским водом. Изнад села Стрмац, на падинама Тмора (триг. 1342), ти батаљони су напали колону. После оштре борбе њен већи дио се пробио у Рогатицу, док је заштитница одбачена ка Вишеграду. У тој борби уништени су или оштећениједан тенк и два камиона.
Истог дана су делови 19. бирчанске бригаде дочекали једну колону од око 200 Немаца и усташа, која је кренула од Соколца ка Рогатици, и код села Кула је разбили, уништивши том приликом четири камиона. Неападач је био присиљен да се врати у Соколац.
После петнаестодневних борби на комуникацијама између Сарајева и Вишеграда, штаб 27. дивизије привремено је одустао од напада на гарнизон у Рогатици и одлучио да поново прецизира задатке бригадама. Анализирао је дотадашња искуства и у заповести од 5. новембра указао јединицама на најпогодније тактичке поступке које треба да примењују у борби против немачких снага које су се очекивале из Србије и Санџака. Нагласио је да је распоред дивизије такав „да све бригаде заједно чине једну велику дубинску заседу на комуникацији Соколац - Рогатица - Вишеград", „да самоинцијатива штабова бригада (као и батаљона) треба да дође до пуног изражаја“, да противтенковска оруђа увек треба да буду тако постављена на положаје „да сијеку окуке и мртве углове на одређеним секторима“, да се минобацачка ватра не користи против претходница, већ против непријатељевих главнина и да минерска одјељења буду стално на друму ради његовог рушења и постављања нагазних мина (које је, као и експлозив, дивизија добила у посљедњој савезничкој пошиљци). У тој заповести све бригаде су добиле задатак да на друму ископају дубоке јаме, то јест противтенковске ровове, 8-10 m дужине и 3-4 m дубине и да комуникацију контролишу јачим снагама.
Наредних дана су усташе вршиле испаде из Рогатице и Соколца, али су истурена обезбеђења бригада те покушаје лако осујећивале. Гарнизон у Рогатици био блокиран. То је омогућило бригадама да несметано врше рушење и минирање друма. Код Рудина, Ковања и Стрмца ископано је пет дубоких ровова, а нагазне мине су постављене на више мјеста. Уз то су јединице 20. романијске бригаде наставиле минирање друма и железничке пруге у долини Праче, од Реновице према Палама.
Одлука о новом покушају ликвидације рогатичког гарнизона донета је на састанку штаба дивизије са штабовима бригада 10. новембра. За напад су поново предвиђени делови 16. и 20. бригаде. 20. романијска је нападала на одсеку Захрид -Луњ, 16. муслиманска - на одсеку Бахремовина - Твичијак, а 19. бирчанска бригада требало је да затвара правац од Соколца.
Овог пута су обе бригаде почеле напад у предвиђено време, у 24 часа 12. новембра. Три батаљона (1, 2. и 3) 20. романијске бригаде су опет овладала свим положајима на одсеку свога напада, осим Луњем, око кога се борба водила све до сванућа. У исто време су три батаљона (1, 2. и 4) 16. бригаде савладала спољну одбрану на источној страни и с деловима се пробила у варошицу, одакле су се усташе упорно браниле из тврдих зграда. Тим делимичним успесима није био озбиљније нарушен усташки систем одбране, па је решено да се све јединице у свануће повуку на полазне положаје.
Иако је боље припремљен, а у њему су употрељене јаче снаге, основни узрок неуспеха напада био је у бројчаној надмоћности усташа, чија се посада бранила из отпорних тачака које су фортификацијски потпуно уређене.
27. дивизија НОВЈ тог дана постигла је значајан успех. Захваљујући изненађењу и доброј снабдевености експлозивом, 3. батаљон и технички вод 16. муслиманске бригаде успели су порушити железнички мост преко Дрине код ушћа Лима. Ноћу 12/13. новембра неопажено су избили у село Међеђу, одакле су минери и обезбеђење одмах кренули железничком пругом. Мост се налази између три тунела: један се налази на левој обали Дрине, и њиме су на мост избили минери, јер у њему и испред њега није било обезбеђења. На десној обали су била два тунела: левим се пруга одваја ка Вишеграду, а десним према Прибоју. Између та два тунела био је бетонски бункер и у њему немачко обезбеђење. Минери су имали довољно експлозива и, пошто су од раније знали димензије носача, правовремено су припремили одговарајућа паковања за минирање. Под заштитом мрака и хука двеју река, на 40 до 50 метара од немачког бункера, поставили су експлозив и после тога га из тунела активирали електричним паљењем. Тек када је експлозија бацила мост у реку, обезбеђење је отворило ватру, без ефекта. Тај минерски подухват, чији је главни извођач био водник техничког вода Реља Реметић, био је од таквог значаја да је забележен у ратним дневницима немачких команди Југоистока и Групе армија Е.